# Пёппельман, Маттеус
Маттеус Да́ниель Пёппельман (нем. Matthäus Daniel Pöppelmann; 3 мая 1662, Херфорд — 17 января 1736, Дрезден) — немецкий архитектор, работавший при дворе курфюрста Саксонии и короля Польши Августа Сильного, основной представитель т. н. дрезденского барокко. Более, чем кому бы то ни было иному, Дрезден своим знаменитым барочным обликом обязан именно Пёппельману.

## Жизнь и творчество
М. Д. Пёппельман родился в купеческой семье в Вестфалии. Закончил местную гимназию. Несмотря на большое количество родственников, занимавших в магистрате достаточно высокое положение, семья будущего архитектора была небогатой, растерявшей значительную часть своего состояния во времена Тридцатилетней войны. В 1680 году, в возрасте 18 лет М. Пёппельман поступил в саксонское управление по строительству. Первые 6 лет он вообще не получал жалованья, выполняя вспомогательные работы. В 1686 году он вступил в должность строительного кондуктора. В это время его заработок поступил преимущественно от строительства домов для горожан. Для этого Пёппельман должен был сперва занимать деньги, на которые осуществлялось строительство. Доход поступал лишь после продажи домов. Помимо этого, он в 1687 году получил лицензию на торговлю алкогольными напитками.
В творческом плане в этот период М. Пёппельман находился под влиянием идей начальника управления по строительству, родоначальника «саксонского барокко» Вольфа Каспара фон Кленгеля и его последователя Иоганна Георга Штарке. В то же время известно, что М. Пёппельман часто конфликтовал со своим начальством.

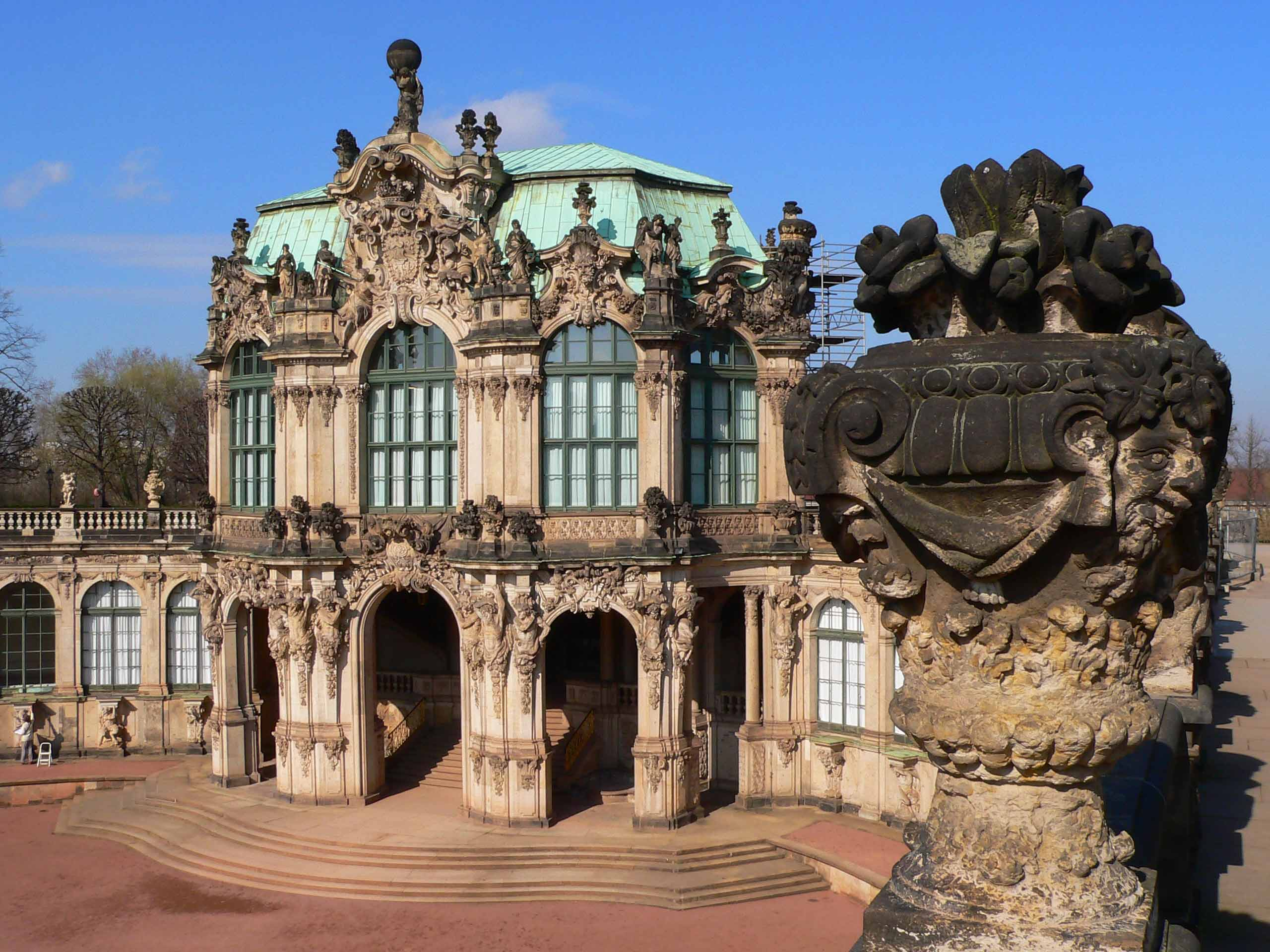
Дворец Цвингер

В 1705 году он был назначен на должность государственного архитектора (Landbaumeister) и в этой должности руководил планировкой новой королевской дворца-резиденции. В 1710 году король Август Сильный отправил М. Пёппельмана в учебную поездку в Вену, Рим и Неаполь, а в 1715 — в Париж и Нидерланды. В 1718 году он замещал Иоганна Фридриха Кархера в должности главного государственного архитектора (Oberlandbaumeister). В этой должности полностью раскрылся талант Пёппельмана как архитектора и администратора, превративший Дрезден в один из красивейших городов Европы эпохи рококо. В 1734 году уже престарелый архитектор покинул этот свой пост. Скончался в январе 1736 года от болезни.
Главным творением М. Пёппельмана считается дрезденский Цвингер (1711—1728), созданный им совместно с архитектором Бальтазаром Пермозером. В 1729 году он выпустил серию из 22 гравюр по меди, посвящённых построенному зданию. Другими возведёнными им зданиями являются дрезденский Японский дворец (1715), замок Пильниц (1720—1723), замок Гроссзедлиц, замок Градиц (1720), аббатство Йоахимштейн (1722—1728), перестройка замка Морицбург, мост Аугустусбрюкке (1727—1731) и другие. В то же время строительство Дрезденской королевской резиденции так никогда и не была осуществлено — в первую очередь из-за стеснённости Августа Сильного в средствах.

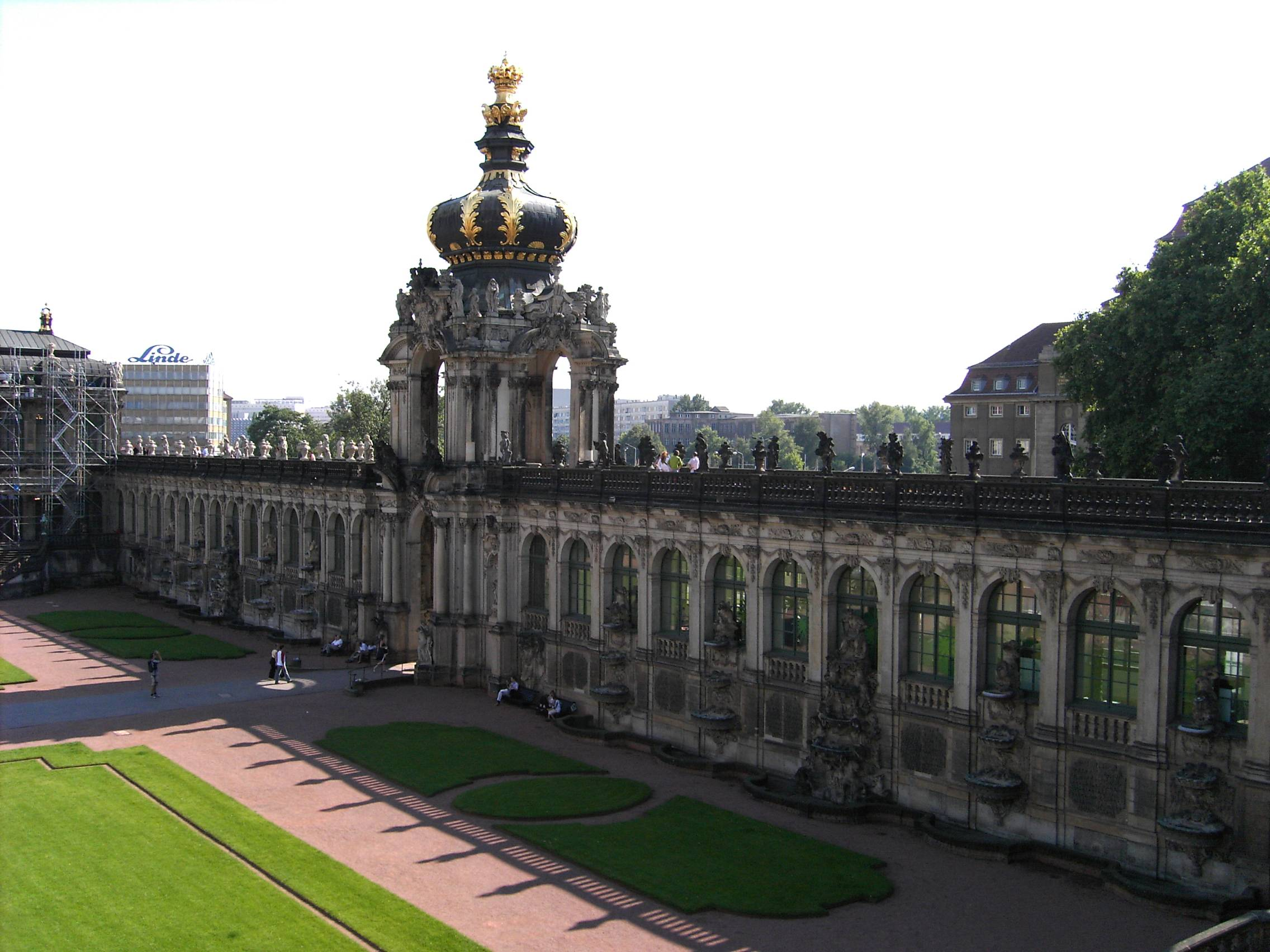
Двор Цвингера

В ведении М. Пёппельмана, как главного архитектора Саксонии, находилось и строительство различных хозяйственных сооружений, прокладка новых улиц, разбивка парков и прудов, возведение мостов. Так, для введения в строй новой линии срочной почтовой связи Дрезден — Лейпциг по его распоряжению были возведены многие новые мосты, в том числе т. н. «мосты Пёппельмана» в городах Гримма и Носсен. Приходилось ему выполнять и довольно курьёзные заказы — такие, как создание архитектурных украшений вокруг самого крупного в Европе винного бокала (на 238 000 литров) в крепости Кёнигштейн или строительство гигантской печи для выпечки тортов в 1730 году, когда Август Сильный угощал более 20 тысяч своих гостей, в том числе и прусского короля Фридриха Вильгельма I огромным сладким пирогом весом в 1,8 тонны под названием дрезденский штоллен.
В 1938 году в историческом центре Дрездена одна из улиц была названа именем М. Пёппельмана. К его 350-летию — в 2012 году — почтовое ведомство ФРГ выпустило почтовую марку в честь этого архитектора.

## Семья
Маттеус Пёппельман был дважды женат. Первым браком — на Катарине Маргарите Штумпф, от которой имел семерых детей. Двое из них были впоследствии известными деятелями искусства: Иоганн Адольф Пёппельман (1694—1773) был придворным художником короля Саксонии, а Карл Фридрих Пёппельман — архитектором, как и его отец. Среди прочего он спроектировал Новый Гродненский замок. После смерти Катарины М. Пёппельман женился в 1713 году вторично — на Анне Кристине Мёллер, богатой вдове торговца (скончалась в 1729).
Его внучкой была знаменитая актриса София Фридерика Гензель.